# Dreamgirls
Dreamgirls je americký film z roku 2006; jedná se o adaptaci stejnojmenného broadwayského muzikálu z roku 1981. Režie a scénáře se ujal Bill Condon. Hlavní role hrají Jamie Foxx, Beyoncé, Eddie Murphy, Jennifer Hudson, Danny Glover, Anika Noni Rose a Keith Robinson. Snímek získal tři Zlaté glóby a dva Oscary. Celosvětově vydělal přes 154 milionů dolarů.
Snímek vypráví příběh o Effie White, nadané mladé zpěvačce, která zpívá v dívčím pěveckém triu „The Dreams“, jehož členky pocházejí z Detroitu. Má z nich nejsilnější hlas. Je velice ctižádostivá a zpočátku i namyšlená. Požaduje samé výhody, je náladová a uráží ostatní, avšak velice se změní, protože život jí udělí životní lekci. Muzikál je rozdělen do dvou částí (dějství), ve kterých je zobrazena změna charakteru Effie.

## Děj
Děj se odehrává v letech 1962–1966. Je to období rhythm and blues. Tři mladé a nadané zpěvačky, Deena Jones, Effie White a Lorrell Robinson, si nepřejí nic jiného, než se stát slavnými zpěvačkami, avšak mají černou pleť a proto nemají nic zadarmo. Všechny písně jim píše bratr Effie, C. C.
Effie zpívá první hlas a odmítá zpívat jakýkoliv jiný, je povrchní, chce samé výhody a nic není dostatečně dobré. Dívky se přihlásí do pěvecké soutěže, kde je uslyší prodavač aut Curtis Taylor, Jr. a zaplatí pořadatelům aby dívčí trio prohrálo. Ihned po vyhlášení se k nim přihlásí a chce být jejich agentem. Effie se do Curtise zamiluje a téměř nemluví o ničem jiném. Curtisovi se podaří děvčata proslavit, ale s Deenou jako hlavní zpěvačkou, protože je hezčí a hubenější. Effie začne mít podezření že Curtis spí s Deenou, začne být ještě protivnější a dělá samé potíže, pořád se naváží do Deeny a vyčítá jí, že jí ukradla její sen i muže. A tak je vyhozena z tria a je nahrazena Michelle.
O osm let později. Na hudební scéně nastává změna, do popředí se dostává disco a pop music. Dívčí trio je na výsluní, mají nejprodávanější alba, mají peníze, užívají si slávy. Deena si vzala za manžela Curtise a o Effie se nikdo nestaral.
Mezitím co ostatní si užívají slávy a peněz Effie žije v chudobě, nikde ji nechtějí dát práci, protože jediné co umí je zpívat. A aby toho nebylo málo, narodila se jí dcera, kterou má s Curtisem, ale on o ní neví. Všechny peníze co jí posílal její bratr mu ihned posílala zpět, protože nechtěla žádné peníze od někoho kdo jí zradil. Až po chvilce se sešla se starým známým. Byl to hudební agent Marty, ten jí našel práci v hudebním baru. Effie vyspěla, pochopila že bez tvrdé práce nelze mít výhody. C. C. má plné zuby Curtise a vrácí se k sestře a napíše jí velký hit, ale Curtis zaplatí aby píseň neměla úspěch a přetočí s The Dreams disco remix. Pomocí Deeny, která Effie zkontaktuje a dá jí potřebné dokumenty, se Effie obrací na právníky, protože podruhé už o kariéru přijít nechce. Nakonec zjistí, že život není tak špatný jak se může zdát a je rozhodnuta že tentokrát svůj sen bude následovat.

## Obsazení
- Jamie Foxx jako Curtis Taylor, Jr
- Beyoncé jako Deena Jones
- Jennifer Hudson jako Effie White
- Danny Glover jako Marty Madison
- Anika Noni Rose jako Lorrell Robinson
- Keith Robinson jako C.C. White
- Eddie Murphy jako James "Thunder" Early
- Sharon Leal jako Michelle Morris
- Hinton Battle jako Wayne
- Loretta Devine jako jazzová zpěvačka
- Dawnn Lewis jako Melba Early, Jamesova žena

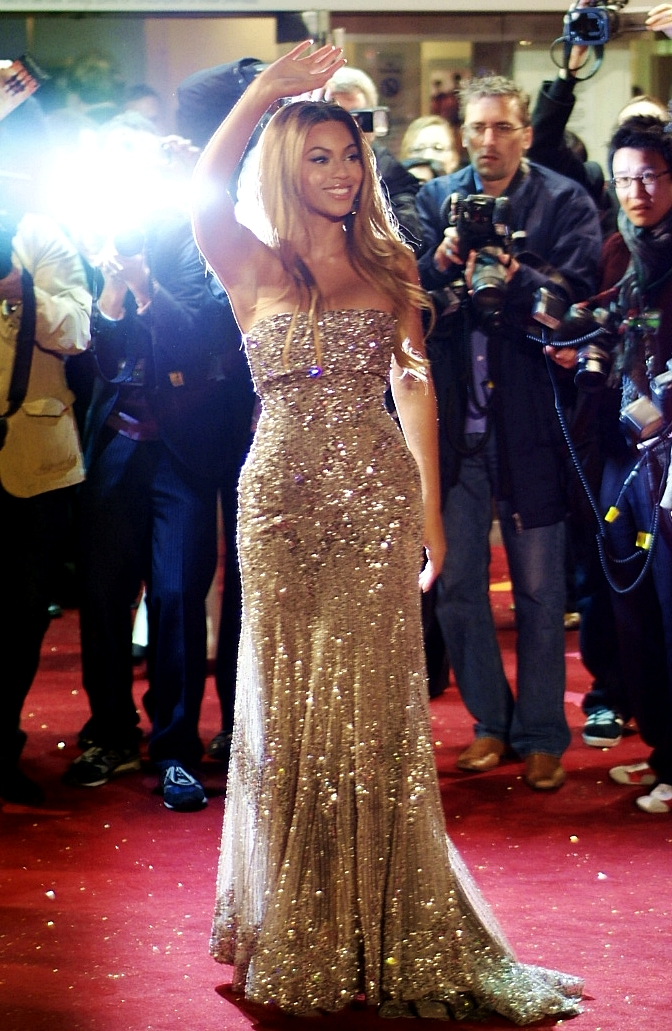
Beyoncé na premiéře filmu Dreamgirls

- John Lithgow jako Jerry Harris
- John Krasinski jako Sam Walsh
- Jaleel White jako Talent Booker
- Mariah I. Wilson jako Magic

## Přijetí

### Tržby
Film vydělal 103 milionů dolarů v Severní Americe a 51 milionů dolarů v ostatních oblastech, celkově tak vydělal 154,9 milionů dolarů po celém světě. Rozpočet filmu činil 15 milionů dolarů. V Severní Americe byl uveden limitovaně 15. prosince 2006, poté byl uveden do více kin 25. prosince 2006. Za první víkend vydělal z tří kin 378 950 dolarů. Po rozšíření do více kin za první víkend vydělal 14 milionů dolarů.

### Recenze
Film získal pozitivní recenze od kritiků. Na recenzní stránce Rotten Tomatoes získal z 200 započtených recenzí 78 procent s průměrným ratingem 7,2 bodů z deseti. Na serveru Metacritic snímek získal z 37 recenzí 76 bodů ze sta. Na Česko-Slovenské filmové databázi si snímek drží 72 procent ze sta.

### Ocenění a nominace
| Ocenění                                           | Kategorie                                                          | Nominovaný                                                  | Výsledek  |
| ------------------------------------------------- | ------------------------------------------------------------------ | ----------------------------------------------------------- | --------- |
| Oscar                                             | Nejlepší mužský herecký výkon ve vedlejší roli                     | Eddie Murphy                                                | nominace  |
| Oscar                                             | Nejlepší ženský herecký výkon ve vedlejší roli                     | Jennifer Hudson                                             | vítězství |
| Oscar                                             | Nejlepší výprava                                                   | John Myhre, Nancy Haigh                                     | nominace  |
| Oscar                                             | Nejlepší kostýmy                                                   | Sharen Davis                                                | nominace  |
| Oscar                                             | Nejlepší zvukové efekty                                            | Michael Minkler, Bob Beemer, Willie D. Burton               | vítězství |
| Oscar                                             | Nejlepší filmová skladba                                           | „Listen“ (Henry Krieger, Scott Cutler, Anne Preven)         | nominace  |
| Oscar                                             | Nejlepší filmová skladba                                           | „Love You I Do“ (Henry Krieger, Siedah Garrett)             | nominace  |
| Oscar                                             | Nejlepší filmová skladba                                           | „Patience“ (Henry Krieger, Willie Reale)                    | nominace  |
| African-American Film Critics Association Awards  | Nejlepší film                                                      | Dreamgirls                                                  | vítězství |
| African-American Film Critics Association Awards  | Nejlepší mužský herecký výkon ve vedlejší roli                     | Eddie Murphy                                                | vítězství |
| African-American Film Critics Association Awards  | Nejlepší ženský herecký výkon ve vedlejší roli                     | Jennifer Hudson                                             | vítězství |
| African-American Film Critics Association Awards  | Nejlepší režie                                                     | Bill Condon                                                 | vítězství |
| American Cinema Editors Awards                    | Nejlepší střih – komedie nebo muzikál                              | Virginia Katz                                               | vítězství |
| Art Directors Guild Awards                        | Nejlepší výprava – periodický film                                 | John Myhre                                                  | nominace  |
| Americký filmový institut                         | Nejlepších deset filmů                                             | Dreamgirls                                                  | vítězství |
| Asian Excellence Awards                           | Nejlepší ženský herecký výkon ve vedlejší roli                     | Sharon Leal                                                 | nominace  |
| Austin Film Critics Association                   | Objev roku                                                         | Jennifer Hudson                                             | vítězství |
| Filmová cena Britské akademie                     | Nejlepší ženský herecký výkon ve vedlejší roli                     | Jennifer Hudson                                             | vítězství |
| Filmová cena Britské akademie                     | Nejlepší hudba                                                     | Henry Krieger                                               | nominace  |
| BET Awards                                        | Nejlepší herec                                                     | Eddie Murphy                                                | nominace  |
| BET Awards                                        | Nejlepší herec                                                     | Jamie Foxx                                                  | nominace  |
| BET Awards                                        | Nejlepší herečka                                                   | Jennifer Hudson                                             | vítězství |
| Black Reel Awards                                 | Nejlepší film                                                      | Dreamgirls                                                  | vítězství |
| Black Reel Awards                                 | Nejlepší mužský herecký výkon v hlavní roli                        | Jamie Foxx                                                  | nominace  |
| Black Reel Awards                                 | Nejlepší ženský herecký výkon v hlavní roli                        | Beyoncé Knowles                                             | nominace  |
| Black Reel Awards                                 | Nejlepší mužský herecký výkon ve vedlejší roli                     | Eddie Murphy                                                | nominace  |
| Black Reel Awards                                 | Nejlepší ženský herecký výkon ve vedlejší roli                     | Jennifer Hudson                                             | vítězství |
| Black Reel Awards                                 | Objev roku                                                         | Jennifer Hudson                                             | vítězství |
| Black Reel Awards                                 | Nejlepší původní hudba                                             | Harvey Mason, Jr., Damon Thomas                             | vítězství |
| Black Reel Awards                                 | Nejlepší soundtrack                                                | Henry Krieger                                               | vítězství |
| Black Reel Awards                                 | Nejlepší filmová skladba                                           | „And I Am Telling You I'm Not Going“ (Jennifer Hudson)      | vítězství |
| Black Reel Awards                                 | Nejlepší filmová skladba                                           | „Listen“ (Beyoncé )                                         | nominace  |
| Black Reel Awards                                 | Nejlepší filmová skladba                                           | „One Night Only“ (Jennifer Hudson)                          | nominace  |
| Critics' Choice Movie Awards                      | Nejlepší film                                                      | Dreamgirls                                                  | nominace  |
| Critics' Choice Movie Awards                      | Nejlepší mužský herecký výkon ve vedlejší roli                     | Eddie Murphy                                                | vítězství |
| Critics' Choice Movie Awards                      | Nejlepší ženský herecký výkon ve vedlejší roli                     | Jennifer Hudson                                             | vítězství |
| Critics' Choice Movie Awards                      | Nejlepší obsazení                                                  | Dreamgirls                                                  | nominace  |
| Critics' Choice Movie Awards                      | Nejlepší režie                                                     | Bill Condon                                                 | nominace  |
| Critics' Choice Movie Awards                      | Nejlepší filmová skladba                                           | „Listen“ (Henry Krieger, Scott Cutler, Anne Preven)         | vítězství |
| Critics' Choice Movie Awards                      | Nejlepší soundtrack                                                | Dreamgirls                                                  | vítězství |
| Chicago Film Critics Circle Awards                | Nejlepší mužský herecký výkon ve vedlejší roli                     | Eddie Murphy                                                | nominace  |
| Chicago Film Critics Circle Awards                | Nejlepší ženský herecký výkon ve vedlejší roli                     | Jennifer Hudson                                             | nominace  |
| Costume Designers Guild Awards                    | Nejlepší kostýmy                                                   | Sharen Davis                                                | nominace  |
| Dallas-Fort Worth Film Critics Association Awards | Nejlepší film                                                      | Dreamgirls                                                  | nominace  |
| Directors Guild of America Awards                 | Nejlepší režie                                                     | Bill Condon                                                 | nominace  |
| Zlatý glóbus                                      | Nejlepší film – muzikál nebo komedie                               | Dreamgirls                                                  | vítězství |
| Zlatý glóbus                                      | Nejlepší ženský herecký výkon v hlavní roli – muzikál nebo komedie | Beyoncé Knowles                                             | nominace  |
| Zlatý glóbus                                      | Nejlepší mužský herecký výkon ve vedlejší roli – film              | Eddie Murphy                                                | vítězství |
| Zlatý glóbus                                      | Nejlepší ženský herecký výkon ve vedlejší roli – film              | Jennifer Hudson                                             | vítězství |
| Zlatý glóbus                                      | Nejlepší filmová skladba                                           | „Listen“ (Henry Krieger, Scott Cutler, Anne Preven)         | nominace  |
| Cena Grammy                                       | Nejlepší soundtrack                                                | Dreamgirls                                                  | nominace  |
| Cena Grammy                                       | Nejlepší filmová skladba                                           | „Love You I Do“ (Henry Krieger, Siedah Garrett)             | vítězství |
| Los Angeles Film Critics Association Awards       | Nejlepší ženský herecký výkon ve vedlejší roli                     | Jennifer Hudson                                             | vítězství |
| Las Vegas Film Critics Circle Awards              | Nejlepší film                                                      | Dreamgirls                                                  | nominace  |
| Las Vegas Film Critics Circle Awards              | Nejlepší ženský herecký výkon ve vedlejší roli                     | Jennifer Hudson                                             | vítězství |
| Filmová cena MTV                                  | Nejlepší výkon                                                     | Jennifer Hudson                                             | nominace  |
| Filmová cena MTV                                  | Nejlepší výkon                                                     | Beyoncé Knowles                                             | nominace  |
| NAACP Image Awards                                | Nejlepší film                                                      | Dreamgirls                                                  | nominace  |
| NAACP Image Awards                                | Nejlepší mužský herecký výkon v hlavní roli                        | Jamie Foxx                                                  | nominace  |
| NAACP Image Awards                                | Nejlepší ženský herecký výkon v hlavní roli                        | Beyoncé Knowles                                             | nominace  |
| NAACP Image Awards                                | Nejlepší mužský herecký výkon ve vedlejší roli                     | Danny Glover                                                | nominace  |
| NAACP Image Awards                                | Nejlepší mužský herecký výkon ve vedlejší roli                     | Eddie Murphy                                                | nominace  |
| NAACP Image Awards                                | Nejlepší ženský herecký výkon ve vedlejší roli                     | Jennifer Hudson                                             | vítězství |
| NAACP Image Awards                                | Nejlepší ženský herecký výkon ve vedlejší roli                     | Anika Noni Rose                                             | nominace  |
| NAACP Image Awards                                | Nejlepší album                                                     | Dreamgirls                                                  | vítězství |
| National Board of Review                          | Objev roku – herečka                                               | Jennifer Hudson                                             | vítězství |
| National Society of Film Critics                  | Nejlepší ženský herecký výkon ve vedlejší roli                     | Jennifer Hudson                                             | vítězství |
| New York Film Critics Online                      | Objev roku                                                         | Jennifer Hudson                                             | vítězství |
| New York Film Critics Online                      | Nejlepší ženský herecký výkon ve vedlejší roli                     | Jennifer Hudson                                             | vítězství |
| New York Film Critics Society                     | Nejlepší mužský herecký výkon ve vedlejší roli                     | Eddie Murphy                                                | vítězství |
| New York Film Critics Society                     | Nejlepší ženský herecký výkon ve vedlejší roli                     | Jennifer Hudson                                             | vítězství |
| Oklahoma Film Critics Circle                      | Objev roku                                                         | Jennifer Hudson                                             | vítězství |
| Online Film Critics Society                       | Nejlepší mužský herecký výkon ve vedlejší roli                     | Eddie Murphy                                                | nominace  |
| Online Film Critics Society                       | Objev roku                                                         | Jennifer Hudson                                             | nominace  |
| Online Film Critics Society                       | Nejlepší ženský herecký výkon ve vedlejší roli                     | Jennifer Hudson                                             | nominace  |
| Phoenix Film Critics Circle                       | Nejlepší hudba                                                     | Dreamgirls                                                  | vítězství |
| Phoenix Film Critics Circle                       | Objev roku                                                         | Jennifer Hudson                                             | vítězství |
| Producers Guild of America Awards                 | Nejlepší producent – film                                          | Laurence Mark                                               | nominace  |
| Satellite Awards                                  | Nejlepší film – muzikál nebo komedie                               | Dreamgirls                                                  | vítězství |
| Satellite Awards                                  | Nejlepší režie                                                     | Bill Condon                                                 | vítězství |
| Satellite Awards                                  | Nejlepší ženský herecký výkon v hlavní roli – muzikál nebo komedie | Beyoncé Knowles                                             | nominace  |
| Satellite Awards                                  | Nejlepší ženský herecký výkon ve vedlejší roli – film              | Jennifer Hudson                                             | vítězství |
| Satellite Awards                                  | Nejlepší adaptovaný scénář                                         | Bill Condon                                                 | nominace  |
| Satellite Awards                                  | Nejlepší filmová skladba                                           | „Love You I Do“ (Henry Krieger, Siedah Garrett)             | nominace  |
| Satellite Awards                                  | Nejlepší filmová skladba                                           | „Listen“ (Henry Krieger, Scott Cutler, Anne Preven)         | nominace  |
| Satellite Awards                                  | Nejlepší střih                                                     | Virginia Katz                                               | nominace  |
| Satellite Awards                                  | Nejlepší zvukové efekty                                            | Willie Burton, Michael Minkler, Bob Beemer, Richard E. Yawn | vítězství |
| Satellite Awards                                  | Nejlepší výprava                                                   | John Myhre, Tomas Voth, Nancy Haigh                         | nominace  |
| Satellite Awards                                  | Nejlepší kostýmy                                                   | Sharen Davis                                                | nominace  |
| Screen Actors Guild Awards                        | Nejlepší obsazení                                                  | Dreamgirls                                                  | nominace  |
| Screen Actors Guild Awards                        | Nejlepší ženský herecký výkon ve vedlejší roli                     | Jennifer Hudson                                             | vítězství |
| Screen Actors Guild Awards                        | Nejlepší mužský herecký výkon ve vedlejší roli                     | Eddie Murphy                                                | vítězství |
| Southeastern Film Critics Association             | Nejlepší ženský herecký výkon ve vedlejší roli                     | Jennifer Hudson                                             | vítězství |
| Toronto Film Critics Circle                       | Nejlepší ženský herecký výkon ve vedlejší roli                     | Jennifer Hudson                                             | nominace  |
| Washington D.C. Area Film Critics Association     | Nejlepší ženský herecký výkon ve vedlejší roli                     | Jennifer Hudson                                             | vítězství |
| Women Film Critics Circle                         | Nejlepší hudba                                                     | Dreamgirls                                                  | vítězství |